# Christoph Ehrenreich von Arnim
Christoph Ehrenreich von Arnim (* 1697) war ein sächsischer Landtagsabgeordneter, schriftsässiger Rittergutsbesitzer und Kammerherr.

## Leben und Karriere
Er entstammt  dem Adelsgeschlecht von Arnim und war Gutsherr auf Schloss Neusorge. 1726 heiratete er Johanna Eleonore von Dießkau. 1738 wurde er kursächsischer Kammerherr.
Als Vertreter des Weiteren Ausschusses nahm er im Kurfürstentum Sachsen an den Landtagen von 1731 bis 1742 in Dresden teil.